# Кресвік
Кресвік англ. Creswick – місто у центральній частині Вікторії, Австралія, розташоване за 18 км на північ від Балларета та за 129 км на північний захід від Мельбурна, у графстві Хербурн. Кресвік знаходиться на висоті 430 м над рівнем моря. Місто має населення 3 064 осіб(за результатами перепису 2006 року). Кресвік отримав свою назву від прізвища перших поселенців на цих територіях.

## Історія
До приходу білих переселенців місцевість у окрузі сучасного Кресвіка заселяло плем’я ‘’Вемба-Вемба’’. Першими європейцями тут були брати Генрі, Чарлз та Джон Кресвіки, що збудували у цій місцевості велику вівчарню 1842 року.
Кресвік – один з колишніх центрів видобутку золота у часи золотої лихоманки у 1850-тих. Місцеве поштове відділення почало свою роботу 1 вересня 1854. Місто досягло максимуму населення (25,000) у період золотої лихоманки.

## Сучасне місто
Кресвік має три початкових школи (дві урядових та одну католицьку):  Початкова школа Кресвіка, Північна початкова школа Кресвіка та школа святого Августина відповідно.
Місто також має власну футбольну команду, що виступає у Центральній футбольній лізі «Високогір’я».
Крім того, на околицях Кресвіку розташовані поля для гольфу.

## Відомі постаті
Кресвік – батьківщина родини Ліндсей, ймовірно, найвідоміша родина художників Австралії. Серед них: відомий пейзажист Персі Ліндсей, Сер Лайонел Ліндсей – фотохудожник, живописець та критик, Норман Ліндсей (живописець та скульптор), Рубі Ліндсей (илюстратор) та Сер Деріл Ліндсей (живописець). Персі Ліндсей змалював багато з пейзажів міста, а Норман Ліндсей увіковічив Кресвік у своєму романі ’’Redheap’’, який був забороненим упродовж багатьох років.
Іншим відомим уродженцем Кресвіка є Джон Кертін – Прем'єр-міністр Австралії.

## Транспорт
Кресвік розташовано на шосе Midland. У місті є залізнична станція, яка обслуговується компанією V/Line; Від станції відправляються поїзди у напрямку Балларета та Меріборо.